# Scaptius sordida
Scaptius sordida är en fjärilsart som beskrevs av Rothschild 1909. Scaptius sordida ingår i släktet Scaptius och familjen björnspinnare. Inga underarter finns listade.